# 景东短檐苣苔
景东短檐苣苔（学名：Tremacron begoniifolium）为苦苣苔科短檐苣苔属下的一个种。